# Tekniska röntgencentralen
Tekniska Röntgencentralen - TRC var ett svenskt teknikföretag grundat 1941, verksamt inom oförstörande provning och med anseende som högteknologiskt för sin samtid.

## Historik
Tekniska Röntgencentralen inrättades år 1937 av och direkt underställd Ingenjörsvetenskapsakademien (IVA), som en oberoende kontrollinstans mellan leverans och anläggning. Målet (och behovet) var att söka säkerställa att levererade konstruktioner höll vad de lovade och att eventuella brister skulle kunna upptäckas och åtgärdas utan att haverier inträffade under anläggningens drift, även då de i många fall var omöjliga att upptäcka från utsidan.
En snabbt ökande efterfrågan på TRC:s tjänster ledde till att bolaget Tekniska Röntgencentralen AB bildades 1941 med Håkan Swedenborg som företagsledare (som även varit föreståndare från starten 1937) och som behöll posten fram till sin pension år 1970 då han istället fortsatte som ledamot av IVA.
Användningen av namnet Tekniska Röntgencentralen upphörde successivt genom uppköp och sammanslagningar exempelvis 1987 och 1998, medan verksamheten fortsatte under organisationsnamn som Ångpanneföreningen, ÅF-TRC, ABB och WesDyne Sweden.

## Verksamheten
I början dominerade materialröntgen och med fokus på svetskontroll, då konstruktionssvetsning var i starkt tilltagande. Andra vanliga kontrollmetoder, som även vidareutvecklades internt på TRC, inkluderar ultraljudsprovning och sprickkontroll med hjälp av magnetfält som fick påverka en vätska med låg ytspänning som innehöll ett finkornigt magnetiskt metallpulver. Exempel på vanligt förekommande anläggningar med kontrollbehov var tunga roterande axlar i till exempel turbinantillämpningar (typiskt i kraftverk) samt cisterner och tryckkärl med tillhörande rörledningar, samt motsvarande behov i fartygstillämpningar.
Mycket av verksamheten bestod av kringresande kontrollingenjörer med ambulerande utrustning som kunde uppsöka dessa anläggningar, men mindre partier av nytillverkade maskindelar hanterades även i TRC:s verkstadslokaler i det egna "höghuset" som byggts 1964 vid en av Stockholms norra infarter. Dessförinnan huserade TRC på Tekniska högskolans nuvarande campus, bland annat samlokaliserat med de då nybyggda lokalerna åt Statens provningsanstalt från 1941.

## Övrigt
Tekniska röntgencentralen är även en låt av Kjell Höglund (på debut-LP:n Undran 1971, även återutgiven på samlingsalbumet Lokomotiv 1994) vilken ledde till en anmälan av Radio FM från Tekniska röntgencentralen AB 1981.